# Skarð
Skarð is een verlaten dorp in het noordoosten van het eiland Kunoy in de Norðoyar Regio van de Faeröer. In Skarð, ooit het derde dorp van het eiland, sloeg op kerstavond in 1913 het noodlot toe. Een ongeluk met een vissersboot kostte alle mannen van het dorp het leven, op een dertienjarige jongen en een oude man van zeventig na, waarna de vrouwen besloten om te verhuizen naar Haraldssund. De laatste verliet Skarð in 1919. Twee wandelpaadjes leiden naar Skarð, één gaat langs de kust vanuit Haraldssund en het andere gaat via de westkust vanuit Kunoy, enkel voor ervaren bergbeklimmers.
De historische roman De vrouwen van Arnefjord (1973) van Arie van der Lugt is op deze geschiedenis gebaseerd. Van der Lugt bezocht Skarð zelfs voor zijn boek en werd daar rondgeleid door Joan F. Kjölbro, aan wie hij zijn boek opdroeg

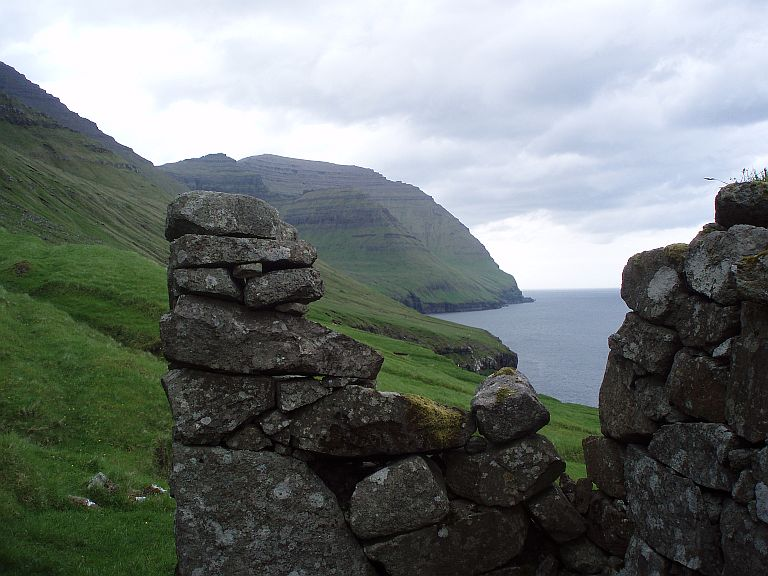
Ruïne van Skarð

## Bekende inwoner
Símun av Skarði (1872-1942) een Faeröerse poëet, politicus, leraar en oprichter van de Føroya Fólkaháskúli (Faeröerse Volkshogeschool) is geboren in Skarð. Hij schreef het Faeröerse volkslied, Mítt alfagra land.